# Bavayia geitaina
Bavayia geitaina es una especie de gecko del género Bavayia, perteneciente a la familia Diplodactylidae. Fue descrita científicamente por Wright, Bauer & Sadlier en 2000.

## Distribución
Se encuentra en Nueva Caledonia.